# Błystka

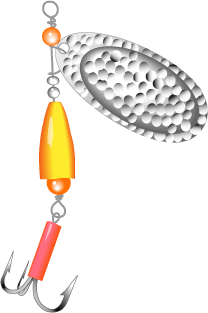
Błystka obrotowa, popularnie zwana obrotówką

Błystka – sztuczna przynęta wędkarska na ryby drapieżne, potocznie nazywana blachą, od materiału, z jakiego jest zrobiona. Obecnie jednak wytwarza się je także z innych materiałów (np. muszli małży). Wyróżniamy kilka rodzajów błystek, w zależności od wykonania. Są to m.in.:
- błystki obrotowe (obrotówki) – składają się z drutu, na którym osadzony jest korpus, koraliki łożyskujące strzemiączko, na którym znajduje się obracające się podczas ściągania, wyprofilowane skrzydełko. To, jak szeroko obracać się będzie skrzydełko zależy od jego ciężaru, kształtu i od tego, jak mocno jest wyprofilowane. Drut z obu stron zakończony jest oczkami – tylne służy do założenia kotwiczki, drugie zaś do umocowania żyłki;
- błystki wahadłowe (wahadłówki) – są to wyprofilowane i przycięte na kształt kawałki metalu, które podczas ściągania w wodzie, pod wpływem jej oporu wykonują ruchy wahadłowe lub – podczas szybkiego ściągania – obracają się. Produkowane w wielu kształtach i rozmiarach, stosowane do wszystkich ryb drapieżnych;
- dewony – są wykonane z metalu, a więc ciężkie. Do właściwej rotacji wymagają szybkiego prądu wody i szybszego tempa przeciągania[1].